# Piccoli crimini coniugali
Pour plus de détails, voir Fiche technique et Distribution.
Piccoli crimini coniugali est un film italien réalisé par Alex Infascelli, sorti en 2017, avec Sergio Castellitto et Margherita Buy dans les rôles principaux. Il s'agit d'une adaptation de la pièce de théâtre Petits Crimes conjugaux du dramaturge et romancier Éric-Emmanuel Schmitt

## Synopsis
Victime d'un accident domestique, Elia (Sergio Castellitto) rentre à la maison complètement dépourvu de mémoire. Il ne reconnaît plus sa femme (Margherita Buy) qui tente malgré tout de lui rafraîchir la mémoire, en lui faisant visiter pièce par pièce leur maison, chaque étape étant sujet à une évocation des souvenirs du couple et apportant des explications afin de comprendre les raisons de l'accident d'Elia, qui n'en est peut-être pas un.

## Fiche technique
- Titre : Piccoli crimini coniugali
- Titre original : Piccoli crimini coniugali
- Réalisation : Alex Infascelli
- Scénario : Alex Infascelli et Francesca Manieri (it) d'après la pièce de théâtre Petits Crimes conjugaux d'Éric-Emmanuel Schmitt
- Musique : Alex Infascelli et David Nerattini
- Photographie : Arnaldo Catinari
- Montage : Alex Infascelli
- Décors : Marina Pinzuti (it)
- Costumes : Alfonsina Lettieri
- Production : Marco De Angelis
- Société de production : Fabula Pictures, 102 Distribution
- Pays de production :  Italie
- Langage : italien
- Format : couleur
- Genre : drame
- Durée : 90 minutes
- Dates de sortie : 
  - France : 20 janvier 2017 (festival De Rome à Paris)
  - Italie : 6 avril 2017

## Distribution
- Sergio Castellitto : Elia
- Margherita Buy: la femme d'Elia

## Autour du film
- Il s'agit dune adaptation de la pièce de théâtre Petits crimes conjugaux du dramaturge et romancier Éric-Emmanuel Schmitt.

## Distinctions
- Ruban d'argent 2017 :
  - nomination comme meilleur scénario pour Alex Infascelli et Francesca Manieri (it)
  - nomination comme meilleure photographie pour Arnaldo Catinari
  - nomination comme meilleur décor pour Marina Pinzuti (it)